# Jürgen Prüfer
Jürgen Prüfer (* 17. April 1967) ist ein deutscher Fußballtrainer. 

## Karriere
Prüfer schloss 1993 ein Studium in Köln als Diplom-Sportlehrer ab. Knapp ein Jahr später begann er seine Trainerlaufbahn bei der D-Jugend des Karlsruher SC, wo er später auch die C-Jugend trainierte. Parallel dazu war er von 1995 bis 1996 Trainer der A-Jugend des Karlsruher Kooperationspartners Germania Friedrichstal. 1996 holte Ernst Middendorp Prüfer zu Arminia Bielefeld, wo er als Scout und Trainer der Amateurmannschaft tätig war. Mit dieser stieg er von der sechstklassigen Landesliga bis in die viertklassige Oberliga auf. Während der Tätigkeit in Bielefeld absolvierte er 2001 den 46. DFB-Fußball-Lehrer-Lehrgang.
2003 wechselte Prüfer zur Spvg Brakel. Weitere Stationen waren der TuS Dornberg, Eintracht Rheine, erneut die SpVg Brakel und der SC Herford. Im Oktober 2010 wurde Prüfer erstmals im Frauenfußball tätig: Er wurde Nachfolger von Tanja Schulte beim Bundesligisten Herforder SV. Dort wurde er Ende März 2016 beurlaubt. Im September 2016 übernahm Prüfer den Verein Schwarz-Weiß Sende aus Schloß Holte-Stukenbrock. Mit dem Verein stieg er am Saisonende in die Bezirksliga auf.

## Privates
Seit 2017/18 ist Prüfer Sportlehrer an der Realschule Senne in Bielefeld. Jürgen Prüfer ist mit der Fußballspielerin Deniz Harbert verheiratet und hat mit ihr ein Kind.